# Ꟊ̇
S barré point suscrit (majuscule : Ꟊ̇ (Ṡ), minuscule : ꟊ̇ (ṡ)) est une lettre additionnelle de l’alphabet latin qui était utilisée dans l’écriture du zoulou au XIXe siècle.
Cette lettre est formée d’un S barré diacrité avec une point suscrit.

## Utilisation
Le s barré point suscrit ‹ ꟊ̇ › est utilisé dans l’orthographe zouloue de la Norwegian Society, notamment dans la grammaire zouloue de Hans P. Schreuder publiée en 1850,.

## Représentation informatique
Le S barré point suscrit peut être représenté avec les caractères Unicode (latin étendu D, diacritiques) suivants :
| formes    | représentations | chaînes de caractères | points de code | descriptions                                              |
| --------- | --------------- | --------------------- | -------------- | --------------------------------------------------------- |
| capitale  | Ꟊ̇               | Ꟊ◌̇                    | U+A7C9 U+0307  | lettre majuscule latine s barré diacritique point en chef |
| minuscule | ꟊ̇               | ꟊ◌̇                    | U+A7CA U+0307  | lettre minuscule latine s barré diacritique point en chef |